# Typha azerbaijanensis
Typha azerbaijanensis  là một loài thực vật có hoa trong họ Typhaceae. Loài này được Hamdi & Assadi mô tả khoa học đầu tiên năm 2003.